# Blinde Kuh

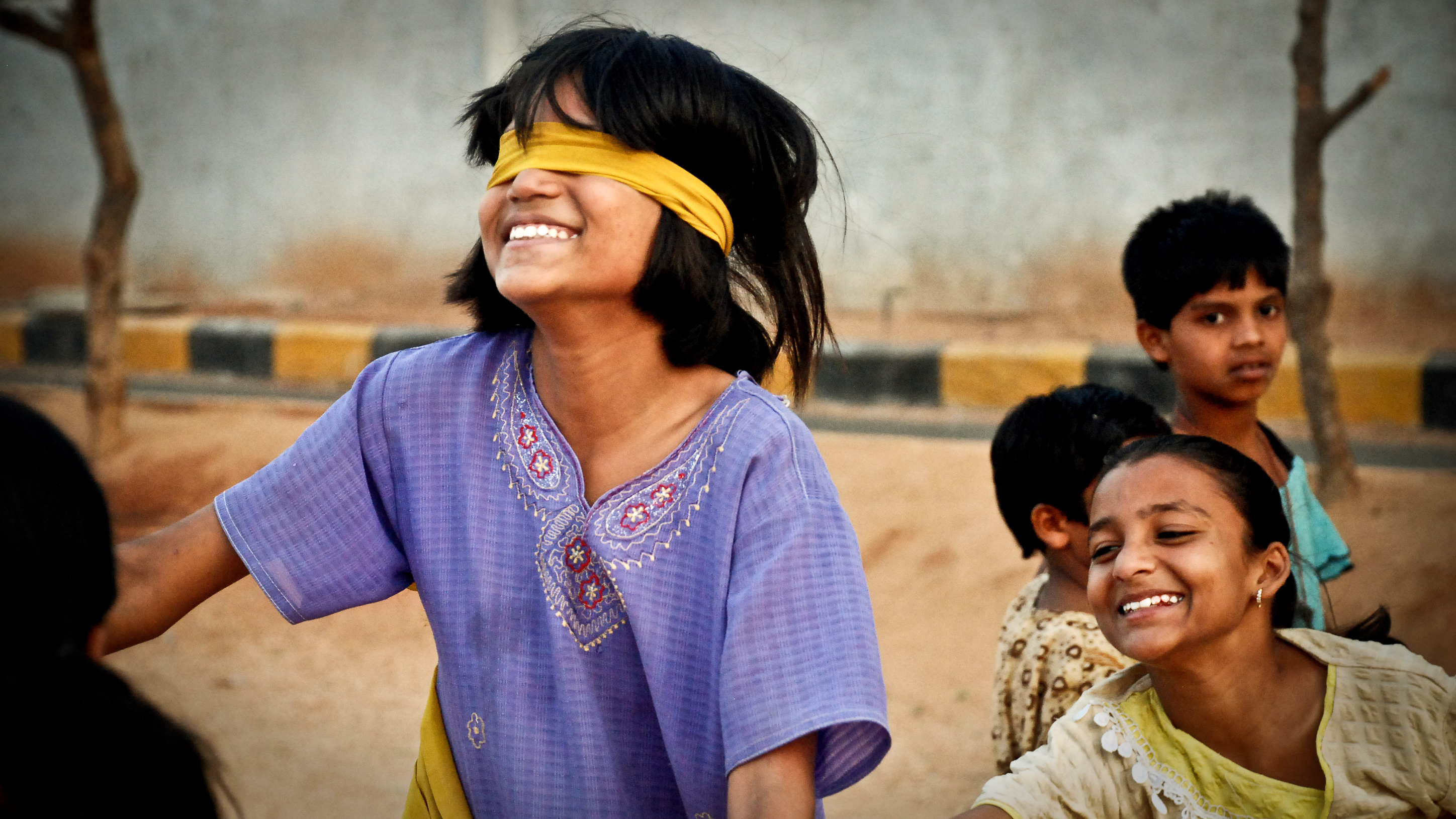
Blindekuh als Straßenspiel in Indien (2007)

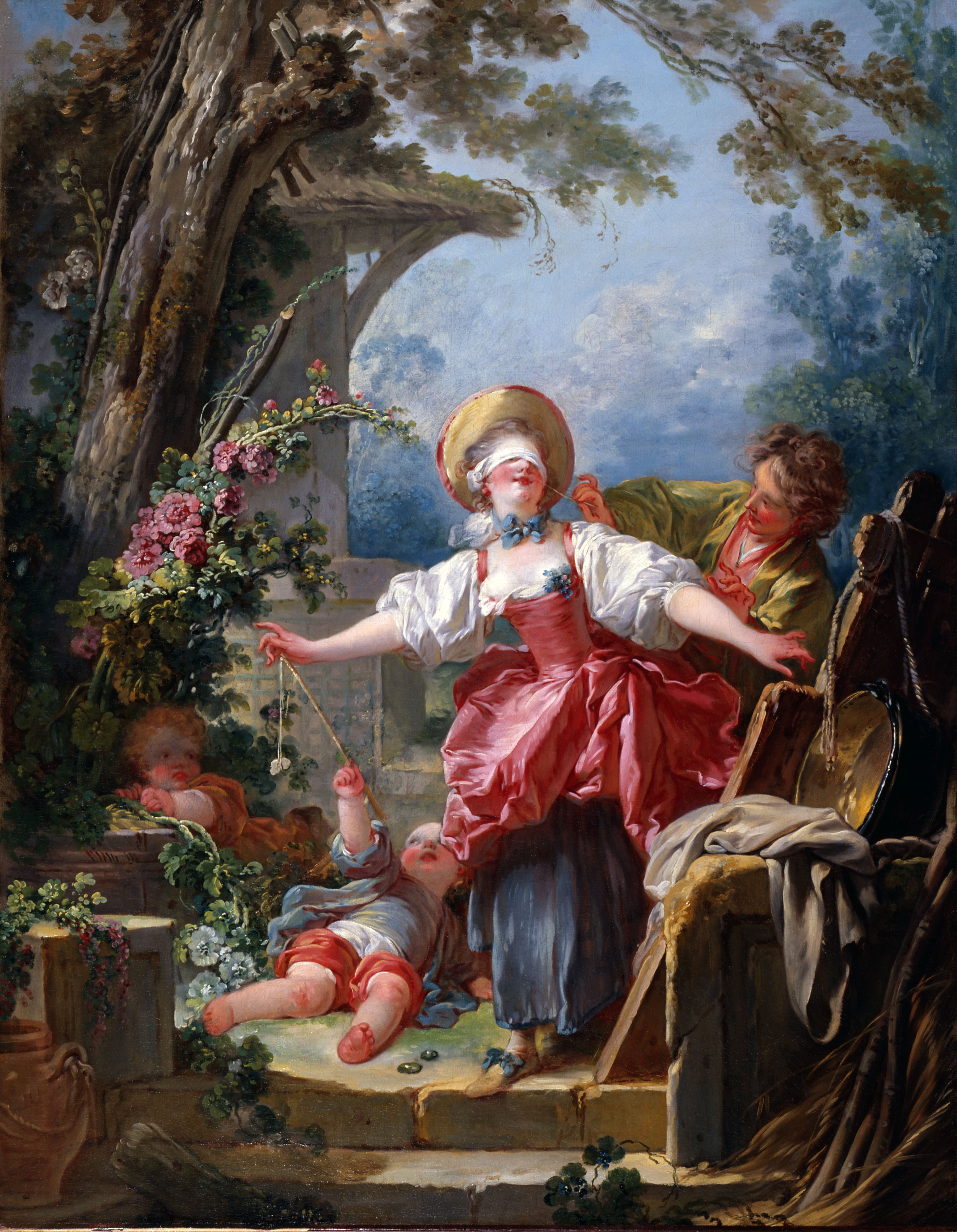
Jean-Honoré Fragonard: Das Blinde-Kuh-Spiel, 1751

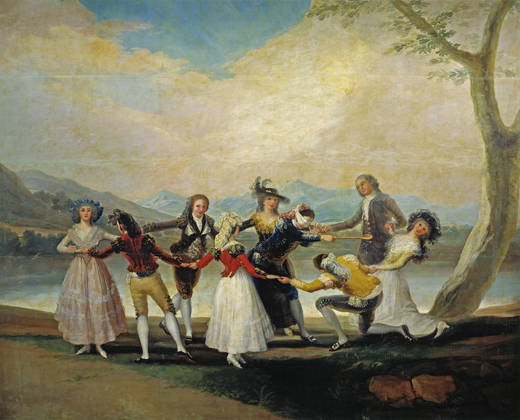
Blindekuh-Spiel. Gemälde von Francisco Goya (1788)

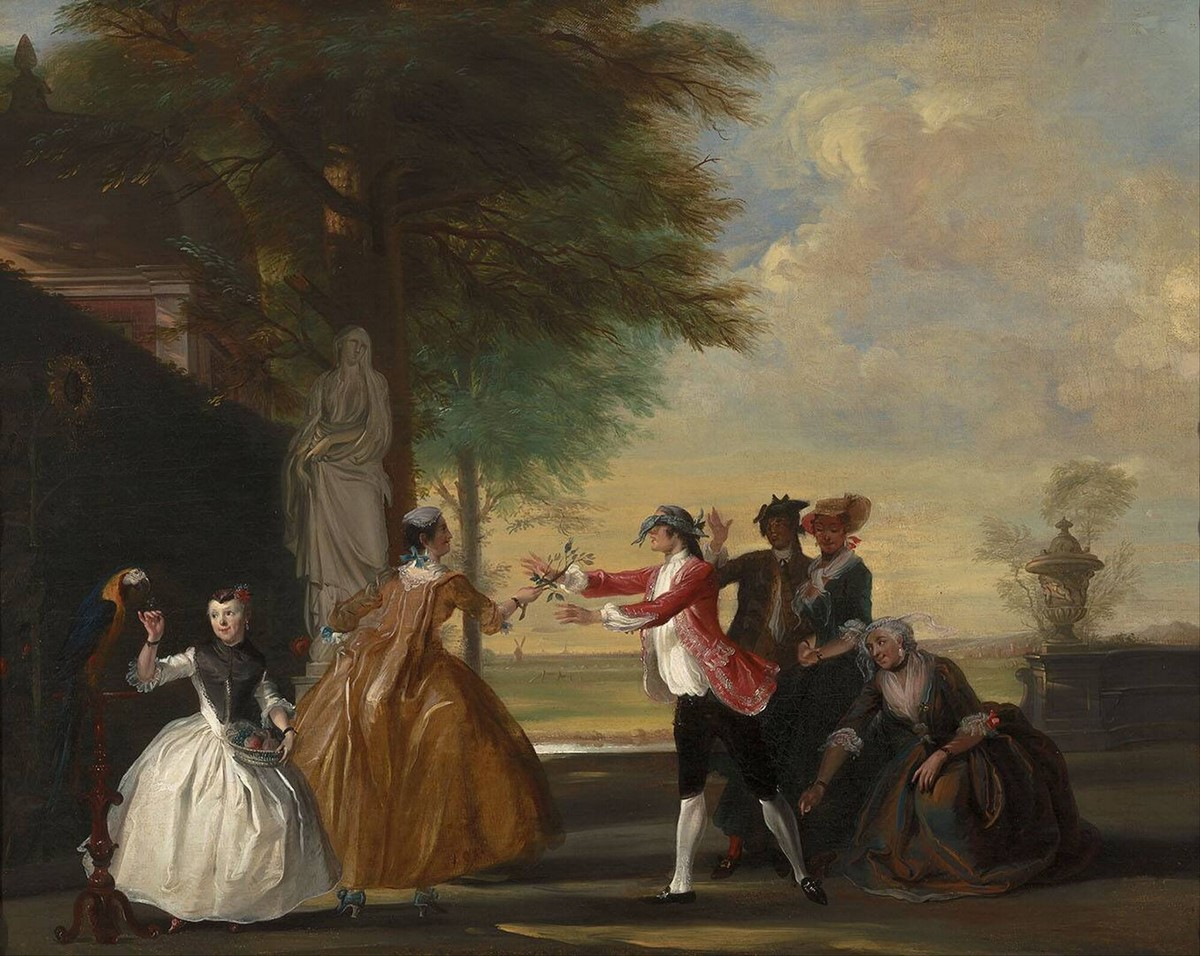
Cornelis Troost: Blindekuhspiel im 18. Jahrhundert

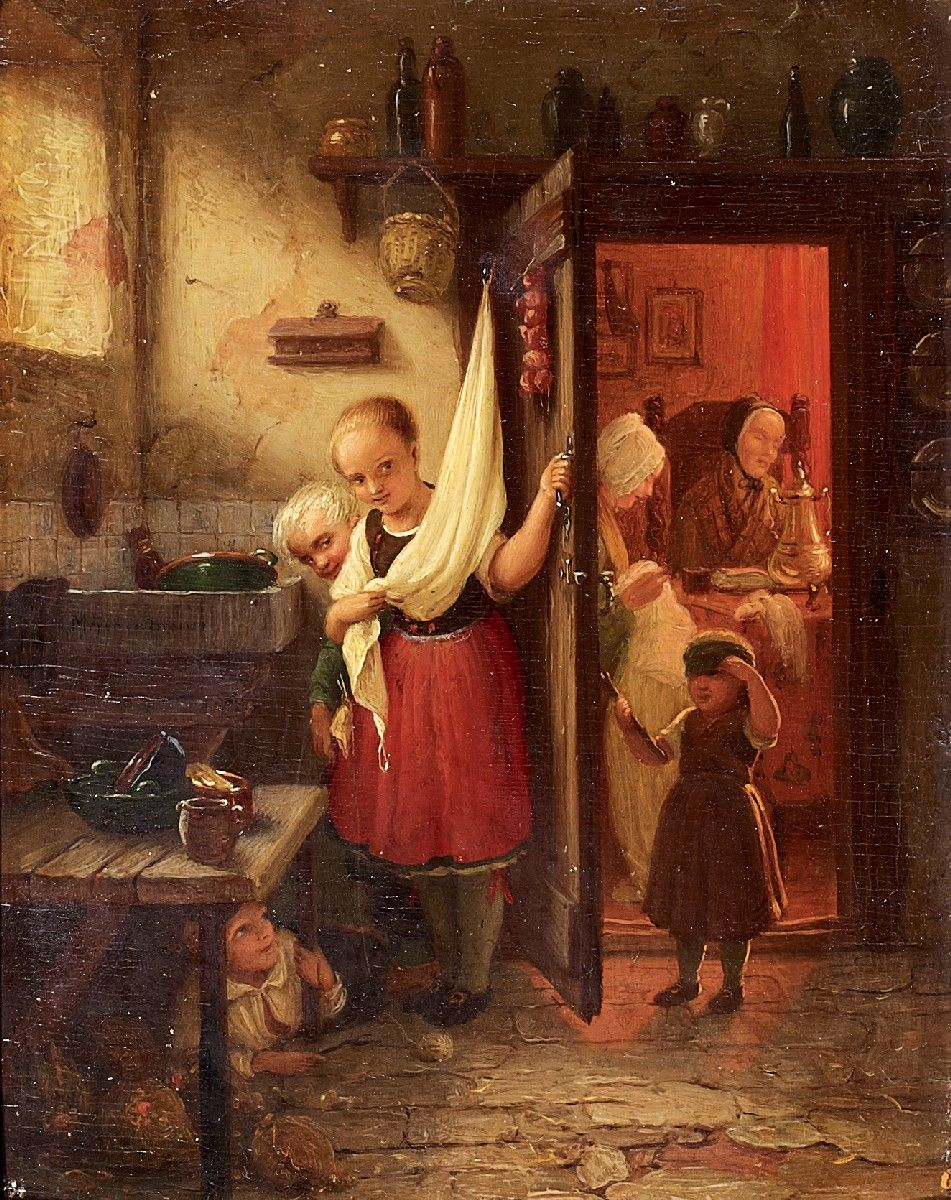
Johann Georg Meyer: Kinder beim Blinde-Kuh-Spiel, 19. Jahrhundert

Blinde Kuh, auch Blindekuh, ist ein heute vor allem von Kindern gespieltes Gesellschaftsspiel. In Großbritannien hat das Spiel den Namen „The Blind Man’s Buff“, in Frankreich heißt es „Colin-Maillard“, in Italien „Mosca Cieca“, in Polen „Ciuciubabka“, in Portugal „Cabra-Cega“, in Russland „жмурки“ (žmurki), in Schweden „Blindbock“, in Spanien „Gallina Ciega“, in der Türkei „Körebe“ (= „blinde Amme“).

## Regeln
Einem Spieler werden mit einem Schal oder einem geeigneten Tuch die Augen verbunden. Die anderen laufen herum und ärgern die blinde Kuh, indem sie diese rufen oder zupfen und leicht kneifen. Wen die blinde Kuh ergreifen kann, der muss sich an ihrer Stelle die Augen verbinden lassen.

### Varianten
- Wer von der blinden Kuh berührt wird, ist ausgeschieden. Es wird so lange gespielt, bis nur noch ein Spieler übrig ist, der nun die neue Kuh darstellt.
- Wer von der blinden Kuh berührt wird, muss stehen bleiben. Die Kuh tastet nun das Gesicht des Gefangenen ab und erst wenn sie den richtigen Namen nennen kann, ist ein neuer Blinder gefunden.
- Auf einem Tisch liegen mehrere Gegenstände. Wer an der Reihe ist und somit seine Augen verbunden hat, muss einen Gegenstand betasten und erraten.
- Topfschlagen, bei dem ein Mitspieler mit verbundenen Augen und einem Kochlöffel einen umgedrehten Topf mit einer Belohnung finden muss.

## Namensherkunft
Der Name „Kuh“ kommt möglicherweise von dem Ruf „Kuckuck!“ mit dem der/die „Blinde“ von den anderen Spielern geneckt wird, was sich wie „Ku ku!“ anhört.

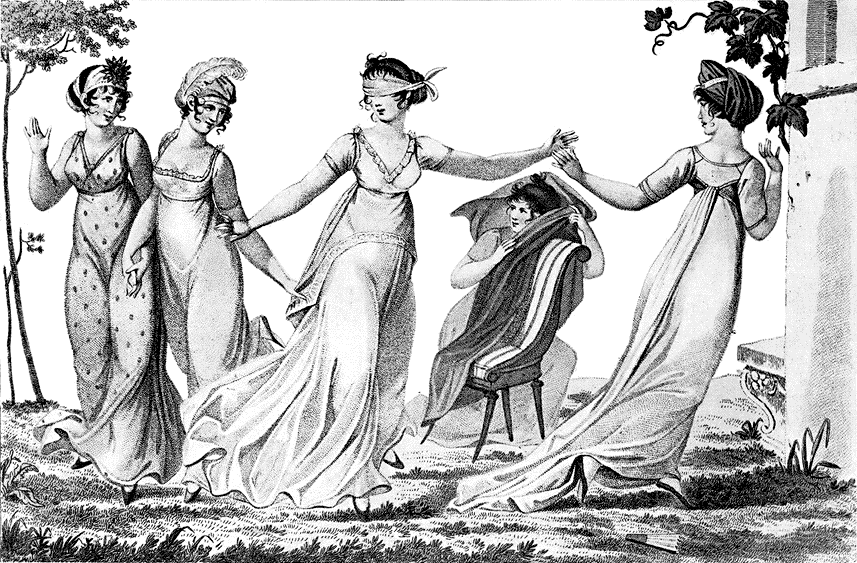
Blindekuhspiel (um 1803)

Heinrich Handelmann vermutete, dass die „Blinde Kuh“ von der altheidnischen Sitte herrühre, während der Zwölften Tänze und Aufzüge in Tiermasken zu veranstalten. Solche Masken kamen schon im Mittelalter in geistlichen Schauspielen vor und wurden auch in der Fastnacht getragen. So hieß das Spiel in Schleswig früher „blinde Mumme“, in Nordfriesland „blinne Mome“, was nichts anderes heißt als „blinde Maske“. Handelmann schlussfolgerte daraus: wenn Tiermasken umgebunden wurden, „in denen die Augenlöcher zugemacht waren, so war die blinde Kuh, der blinde Bock fertig.“

## Historisches
In den kultischen Symbolspielen des mythisch-religiösen Ramayana- und des Mahabharata-Epos (aufgeschrieben zwischen 400 v. Chr. und 400 n. Chr.) hat sich im indischen, indonesischen und ceylonesischen Kulturkreis (etwa auf Bali oder Sri Lanka) über mehrere tausend Jahre bis heute eine Tradition lebendig erhalten, nach der Dämonen ihre Identität hinter Masken verstecken und bei ihrer Entlarvung und Verspottung aggressiv reagieren und ihre Entdecker mit ewiger Blindheit zu schlagen versuchen.
Nach Siegbert A. Warwitz wurde das Blinde-Kuh-Spiel in vorchristlicher Zeit auch in Europa als ein kultisches Dämonenspiel zelebriert: Der hinter einer Stier- oder Kuhmaske verborgene Dämon versuchte, Menschen, die sich ihm respektlos näherten, zu greifen, dadurch zu dämonisieren und dabei selbst Erlösung von der Blindheit zu erlangen. Die tiefere Bedeutung des Symbolspiels ist die rituelle Erschaffung des Sehens durch einen magischen Akt. Dieser war nur im Gleichgewicht der Weltordnung erreichbar, indem die Blindheit auf einen hochmütigen Spötter übertragen wurde.
Das Blinde-Kuh-Spiel war im Mittelalter nicht nur ein Kinderspiel, sondern ein weithin beliebter, aber verbotener Zeitvertreib mit teils für das bürgerliche Sittlichkeitsempfinden bedenklichem Charakter. Dies zeigt sich etwa in der Verfolgung des Dichters François Rabelais, der seinen Riesenkönig Pantagruel in seinem vielgelesenen Roman Gargantua und Pantagruel von 1535 neben anderen verbotenen Spielen auch „Blinde Kuh“ spielen lässt. Nach einer Figur aus einem seiner Gedichte von 1534 heißt das Spiel im Französischen auch Colin Maillard. In den Niederlanden entstanden bekannte Bilddarstellungen des Spiels wie in dem berühmten Straßenbild Die Kinderspiele des Bauernmalers Pieter Bruegel der Ältere von 1560 oder die Nymphen beim Blinde-Kuh-Spiel seines Landsmanns Dirk van der Lisse von 1635. Popularität genoss Blinde Kuh im 17. und 18. Jahrhundert außer beim Bürgertum auch unter erwachsenen Hofdamen und Herren, wobei der Spielablauf zunehmend formalisiert und an bürgerliche Moralvorstellungen angepasst wurde. Der spanische Maler Francisco Goya schuf 1788 ein Ölgemälde mit gemischtgeschlechtlichen erwachsenen Spielern. In England und Norddeutschland wurde es im 18. Jahrhundert zur allgemeinen Unterhaltung von Erwachsenen gern zu Weihnachten gespielt, wenn Freunde und Verwandte zusammenkamen.

## Einzelbelege
1. ↑  Deutsches Wörterbuch: K. Verlag S. Hirzel, Leipzig 1867, Sp. 2550.
2. ↑  Heinrich Handelmann: Die Julstube. In: Weihnachten in Schleswig-Holstein. Schwers, 1866, S. 75.
3. ↑  Kisari Mohan Ganguli: The Mahabharata of Krishna-Dwaipayana Vyasa. 4 Bände. Indien 1883–1896. (Neu-Delhi 2004, ISBN 81-215-0593-3)
4. ↑  Heino Gehrts: Mahabharata. Das Geschehen und seine Bedeutung. Bouvier-Verlag, Bonn 1975.
5. ↑  Siegbert A. Warwitz: Sinnsuche im Wagnis. Leben in wachsenden Ringen. Erklärungsmodelle für grenzüberschreitendes Verhalten. 3. erweiterte Auflage. Verlag Schneider. Baltmannsweiler 2021. ISBN 978-3-8340-1620-1. S. 13.
6. ↑  Francois Rabelais: Gargantua und Pantagruel. 2 Bände. Band 1, München/Leipzig 1911. (Neuauflage: Insel Verlag, 1974)
7. ↑  Siegbert A. Warwitz, Anita Rudolf: Spiele früherer Zeiten. In: Dies.: Vom Sinn des Spielens. Reflexionen und Spielideen. 5. Auflage. Verlag Schneider. Baltmannsweiler 2021 S. 107.
8. ↑  Siegbert A. Warwitz, Anita Rudolf: Die Kinderspiele von Pieter Brueghel d. Ä. In: Dies.: Vom Sinn des Spielens. Reflexionen und Spielideen. 5. Auflage. Verlag Schneider. Baltmannsweiler 2021. S. 191–195.